# Punk
Punk je pokret mladih nastao krajem 1970-ih godina, odnosno supkultura koja nalazi inspiraciju u punk rocku.

## Povijesni pregled pokreta

### Prvi val - bunt
Razdoblje od začetka punka pa sve do njegove diferencijacije krajem 1970-ih  se naziva prvim valom punka ili old school punkom. Temeljni instrumenti jednog punk sastava su bubnjevi, gitara i bas-gitara, a kompozicije su često vrlo kratke (obično oko 2 min. ili manje). Punk rock glazba bila je određeni odgovor na tadašnju rock glazbu koja se je neprepoznatljivo udaljila od prvotnih ideja rock glazbe 1950-ih, a to su buntovništvo, jednostavnost i dostupnost mladima. Tadašnji rock 1970-ih činile su orkestralne skladbe, iznimna kompliciranost muzičkog izraza, sastavi su bili veliki i nedodirljivi, članovi sastava zvijezde, a sami koncerti skupi i divovski spektakli s ogromnom organizacijom itd. Ono što se punk glazbom učinilo bilo je da se glazba vratila svojim korijenima iz 1950-ih godina. Sastav je mogla osnovati bilo koja skupina tinejdžera, bez obzira na glazbenu talentiranost i obrazovanje. Naglasak je ponovo na izrazu bunta i vlastitog stava, umjesto tehničke savršenosti. Sam sastav je blizak njegovoj publici; često ga čine prijatelji iz kvarta, pripadnici istoga grada. Članovi sastava su podjednako pripadnici supkulture bez posebnih povlastica i višeg statusa i prava u grupi. Koncerti su bili organizirani u manjim i skučenim klubovima, publika bi se najčešće međusobno poznavala. 
Eksperimentalan i slobodan izraz te rušenje glazbenih i društvenih granica bio je bitan dio punk imidža. Individualnost je bila ključan pojam za izraz odjećom, te su joj se često pridavali bizarni i neuobičajeni elementi (npr. odjeća iz sex shopa, pseće ogrlice, lanci, ziherice itd.) Nose se ekstravagantne frizure, poderana odjeća, sprejem obojana, majice s parolama, bondage hlače, odjeća obrađena varikinom itd. Ono što bi trebalo naglasiti jest uporaba nacističkih simbola koja se jako često spominje protiv punka, a i štetila mu je u smislu da je punk dobio oznaku kao nacistički. Nošenje svastike na odjeći i iscrtane na tijelu bilo je vrlo popularno u samom početku supkulture te se koristi kao sredstvo šokiranja. Svastika u punk supkulturi toga razdoblja nema nikakvo političko značenje niti je nacizam bio dio punk ideologije. Dapače mnogi sastavi su se postavili i izrazito protiv nacizma kroz svoje pjesme i organiziranjem antirasističkih koncerata. 
Još jedna stvar karakteristična za punk, tada izumljena, a danas čvrst dio scene je ples pod imenom pogo. Basist Sex Pistolsa, Sid Vicious, tvrdio je da je on izumio pogo negdje oko 1976. Prema njegovoj izjavi, u gužvi na koncertu Sid nije dobro vidio sastav pa je počeo skakati gore-dolje da bolje vidi i na taj način izumio ples. Istina je vjerojatno drugačija, ples se rodio spontano, u međudjelovanju više ljudi na koncertima. Osim toga na koncertima je prisutan i stage diving, headbanging te moshing. Sam pokret ideološki se ne opredjeljuje ni lijevo ni desno, nego se približava anarhizmu ali ponajviše u smislu nezadovoljstva postojećim sistemom i glasnim prosvjedom protiv moralnih normi društva. Izokrenuo je i ismijao civilizacijske norme i vrijednosti, te djeluje apolitično, destruktivno i pesimistički. 
U riječkom je klubu Circolo održan 22. ožujka 1978.  koncert na kojemu je uz Parafe nastupilo još nekoliko riječkih sastava i taj se koncert smatra datumom kad je rođen punk u Hrvatskoj.
U toku toga prvog vala punka on jednim svojim dijelom kreće u komercijalnom smjeru i postaje dio tadašnje pop kulture, dok veći dio supkulture i dalje djeluje kao underground. Tadašnja modna i glazbena industrija vidjela je u punku popriličan potencijal za zaradu te ga je kao takvog naposljetku i iskoristila. No kako je sam punk u svojoj srži i od početka anti-popularan, anti-komercijalan, antisocijalan; ukratko glavna riječ u punku je bunt, protiv mainstream društva i lažno moralnog i trulog sistema. Radi toga u samoj toj supkulturi dolazi do očite diskrepancije između njenih pop i underground strana (a koje su u osnovi stila, izgledom, zvukom glazbe, bile iste jer su u pop kulturu preslikane iz već postojećih uličnih obrazaca) a i sve većeg broja novih „pop-punkera“ koji ulaze u supkulturu s njene komercijalne strane i slijedeći njena pravila. Najvjerojatnije se u toj diskrepanciji supkulture rodila tako duboka i uvijek prisutna ideja „pravih punkera i pozera“. U dosadašnju „anti-society“ snagu punk supkulturne mladeži infiltrirali su se „uljezi“ pridošli s komercijalizacijom, a koji su očito unosili i vlastite ideje i vrijednosne pojmove. Kao rezultat toga javljaju se dvije stvari: prva je bila obeshrabrenje supkulturnih pripadnika punka, razočaranje od sveopće ideje, pa i odustajanje od nje i same supkulture. Druga stvar koja se javila bila je revolt kod određenih pripadnika, kao što smo naveli prvotno razočaranih, no nakon toga ljutitih i željnih promjena. Makar se revolt javio dosta nakon što popularna industrija odbacuje punk kao zastario i démodé, punkeri su i dalje osjećali da je sama supkultura „uprljana“ i obezvrijeđena, a u njoj su i dalje vidjeli strane pripadnike pop kulture "zamaskirane i infiltrirane u njihove redove". Revolt se očituje kroz diferencijaciju; stvaranje novih podvrsta punka kroz reviziju punkerske ideologije, tj. pojedini njegovi pripadnici naglašavaju one strane punk supkulture koje su za njih ključne ali kako su se te strane razlikovale kod pojedinih ljudi tako se stvaraju i nove skupine okupljene oko zajedničkih ideja.

### Drugi val - diferencijacija
U želji za promjenama prvo se rađa Oi! pokret koji je svojevrsni spoj skinhead i punk supkulture. On objedinjuje filozofiju radničke klase i stvarno nasilništvo (za razliku od prvovalskog koje je bilo više kao sredstvo šoka) s punkerskom kritikom društva, eksponiranošću i žestinom. Stilski elementi Oi! glazbe se sastoje od punk rocka i muzike vezane uz navijačku supkulturu, folk glazbu (utjecaj nacionalnog ponosa) te pjesama vezanih uz alkohol i pubove.  Isprva je stil nazivan street punkom (drugi nazivi uključuju: street rock, new punk, real punk) no početkom 80ih Garry Bushell daje ovom pokretu naziv Oi! što je proizašlo iz uzvika "Oi!" koji je Stinky Turner iz Cockney Rejectsa upotrebljavao na nastupima svog sastava. Sama riječ „Oi!“ je inačica pozdrava u londonskom cockney slengu, te ima isto značenje poput pozdrava „hey“. 
Izvorni Oi! sastavi uključivali su Cock Sparrer, Cockney Rejects, Angelic Upstarts, i  Sham 69, iako su neki od njih djelovali i prije nego što je pokret imenovan kao stil glazbe. Sastavi koji su nastavili glazbeni put koji su prethodni zacrtali su The Business, The Last Resort, The 4-Skins, Combat 84, Condamned 84, Infa-Riot, The Blood, The Oppressed i Anti-Heroes. U sam izgled i odijevanje se unose karakteristike skinhead stila: martensice (koje prije nisu bile obavezno obilježje stila), vojnički stil, spitke, brijanje glava do kože, kožne jakne s nitnama, t-shirt majice sa sastavima i drugo. Pripadnici Oi! pokreta su podjednako i skinheadsi i punkeri tako da i izgled pripadnika može varirati u dva smjera: kao skinhead izgled i kao oštriji punk izgled s naglašenim martensicama, visoko podignutim nogavicama, tregerima i irokezama kod kojih je sa strane skroz obrijana glava...
Pokret zagovara jedinstvo punkera i skinheadsa te je druženje i osjećaj pripadnosti među potonjima najprirodnija stvar u ovoj supkulturi.
Ovaj pokret je podosta percipiran na krivi način, najčešće kao nacistički pokret, skinhead pokret te nasilan i destruktivan oblik punka. Za sliku o nacističkom pokretu je ponajviše zaslužna pripadnost pojedinih članova Oi! pokreta nacionalističkim skupinama kao što su National Front i British movement. No niti jedan od izvornih Oi! sastava nije bio nacionalistički opredijeljen, a neki od njih su bili vezani i uz ljevičarsku i antirasističku ideologiju (Angelic Upstarts, The Opressed). Još jedan razlog radi kojega je ovaj pokret proglašavan nacionalističkim je i album "Strength Thru Oi!" izdan 1981. Naslov je poigrava s nacističkim sloganom Strength Through Joy (Kraft durch Freude), a na njegovoj naslovnici se nalazi Nicky Crane, član British Movementa i poznati neo-nacistički aktivist. Garry Bushell, koji je zaslužan za sastavljanje albuma, je poricao sve optužbe o vezanosti albuma uz nacionalizam. Naglašava da je naziv albuma vezan uz album sastava The Skids ("Strength through Joy") i da nije znao identitet skinheadsa s naslovnice. Uz to sam Gary Bushell koji se je deklarirao kao socijalist u to vrijeme je smatrao potpuno ironičnim da ga se povezuje s desničarskim pokretima. Sve skupa je eskaliralo nakon koncerta Businessa, Last Resorta i 4-Skinsa kada je skupina azijske mladeži molotovljevim koktelima napala sudionike koncerta misleći da se radi o neo-nacističkom okupljanju, prvenstveno radi natpisa National Front koji su neki sudionici koncerta nosili. Nakon toga su mainstream mediji proglasili Oi! desno orijantiranim pokretom i njegove pripadnike prikazali kao neonaciste. 
To je povuklo reakciju mnogih Oi! sastava i pripadnika scene koji su javno osudili rasizam i fašizam. Prosvjeduje se protiv nacističkih ideja i nazi-skinheadsa, kako kroz pjesme sastava tako i osnivanjem raznih skinhead antifašističkih pokreta. Neki od najpoznatijih su SHARP i RASH pokret. U međuvremenu i nacionalistički "white power" skinheadsi do tada prisutni u Oi! pokretu su se odvojili od njega u vlastiti zasebni pokret pod nazivom Rock Against Communism. On i dalje ima neke muzičke sličnosti s Oi! glazbom ali je odvojen od Oi! scene. Problem asocijacije nacizma s Oi! pokretom je ponajviše pogodio same skinheadse zbog njihove slike u javnosti (koja je i dalje pretežito nacistička) te razdora unutar njihove supkulture. Oi! punkeri su i dan danas stereotipizirani kao nacisti bez obzira na reakciju Oi! supkulture koja se ogradila od nacizma i rasizma te osudila one pripadnike Oi!-a koji ih zastupaju. Uz to je uključena i apolitičnost mnogih Oi! sastava ili naginjanje ljevičarskim i antifašističkim idejama od samog začetka ovog pokreta.    
Makar se je Oi! pokret u početku nazivao street punkom pa je preimenovan, street punk stil ipak naknadno niče iz Oi!-a kao njegova punk inačica. Iako u početku street punk ima sva obilježja Oi! punka, te se razvijaju kao isti pokret, street se ipak kasnije sve više definira kao izraziti punk stil bez mješavine skinheads elemenata. Glazba postaje žešća i znatno brža od Oi! glazbe. Teme su najčešće društvene, odbacivanje autoriteta i alkohol. Politički stavovi su pretežito lijevo orijentirani ili se od njih ograđuje, tj. sastav se deklarira kao apolitičan. Izgled je agresivan te se sastoji od obojenih kožnjaka s nitnama, velikih irokeza ili kose dignute u šiljke, puno bedževa, prišivaka, majice s natpisima sastava, lanci, uske traperice, bondage hlače, pirsinzi itd. Neki od najpoznatih street punk sastava su: Exploited, Discharge, GBH, Partisans, Chaos U.K., Abrasive Wheels, Vice Squad, Anti-Nowhere League, One Way System, Disorder...
Drugi odgovor na komercijalizaciju punka uz Oi! i kao odgovor i na Oi! bio je hardcore. On nastaje početkom 80ih u Americi, pretežito u i oko gradova Los Angelesa, Washingtona, New Yorka itd. Navodi se da se radi o punk rock glazbi prihvaćenoj od strane srednje klase u Americi, mladeži iz predgrađa, koja je njome izrazila kritiku društva uobičajeno s lijevog političkog gledišta. Do negdje 1983. godine, termin hardcore se koristio rjeđe, i nije označavao ime definiranog muzičkog žanra. Bio je više riječ iz slenga hardcore mladeži te je imao približno značenje kao „glazba ljudi poput nas“. Punkeri koji su se smatrali hardcore punkerima gledali su na sebe kao oporbene punku prvog vala koji su smatrali komercijalnim i Oi!-u koji su smatrali besmislenim i nasilnim. Punk je za njih imao aktivistički smisao i borbu za političke ciljeve koje žele ostvariti. Utjecanje na društvo i propagandu ljevičarskih te liberalnih ideala. Hardcore sastavi su izrazito anti-komercijalni i usmjereni na underground djelovanje. Predvodnici originalnog hardcore pokreta bili su sastavi: Minor Threat, Bad Brains, Black Flag i drugi. 
Inspiriran hardcore-om kasnije se u određenom smjeru razvija anarho punk. Anarho punk prvenstveno propagira anarhizam kao ideju i često ne mora biti određen glazbom već ga jedino označava propaganda i ideologija anarhizma koja može ići u dva smjera. Prvi je anarhizam kao ozbiljna pacifistička ideja uz koju najčešće ide i propaganda za ljudska i životinjska prava, antiglobalistički pokret, feminizam itd. Druga sagledava anarhizam kao besmisao, kaos, uništenje, slobodu, brutalnu borbu za život usred nepostojanja pravila itd. Anarhizam ne smatra kao izvedivu političku ideju koja će donijeti dobrobit i miroljubiv svijet ljudima, dapače priznaje ga kao sustav u kojem samo najjači opstaje, kaotičan i nemilosrdan. Česte riječi u pjesmama su chaos, destruction, disorder. Temeljni predstavnik anarho punka je sastav Crass.
Ideje vrlo bliske anarhoaktivističkom punku ima i crust punk. Crust je ekstremni izdanak hardcore punka, te najmanje prepoznatljiv stil punk supkulture. Blisko je vezan uz supkulture anarho punka, grindcorea i thrashcorea. Pjesme su često negativno i pesimistički obojene, tiču se politike i trenutačnih događaja, te ljudskih emocija. Najčešće teme su nuklearni rat i uništenje, ekologija, rasna jednakost, skvotiranje, anti-konformizam, seksizam, prava životinja, veganizam/vegetarijanstvo, religijska kontrola, anarhizam itd. Sastav koji je ključni predstavnik crust punka je Amebix.

## Vanjske poveznice
- PunkRock.org – Online Punk Rock Community and Band Database  Arhivirana inačica izvorne stranice od 18. siječnja 2007. (Wayback Machine)
- PunkRockers.com  Arhivirana inačica izvorne stranice od 3. travnja 2006. (Wayback Machine)
- Punk Music Community  Arhivirana inačica izvorne stranice od 2. travnja 2006. (Wayback Machine)
- Search And Destroy  Arhivirana inačica izvorne stranice od 19. siječnja 2018. (Wayback Machine)